# 1112
سنة 1112 كانت سنة كبيسة تبدأ يوم الإثنين (الرابط يظهر نموذج التقويم الكامل للسنة) من التقويم اليولياني.

## مواليد
- أليس من نامور
- سيبيلا من أنجو سياسية فرنسية

## وفيات
- تانكرد
- محمد الحريري